# Orange brûlé
Pour les articles homonymes, voir Orange.
L'orange brûlée ou orange brûlé est un nom commercial de couleurs du domaine des arts graphiques, de la décoration et de la mode, dénotant une nuance d'orange ou de rouge.

## Historique

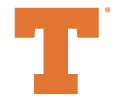
Logotype de l'Université du Texas à Austin, couleur burnt orange.

L'expression nuance d'orange brûlée est attesté en 1874, comme comparaison :

« La prunelle petite, d'une belle nuance d'orange brûlée, cache, tous les profondeurs veloutées de la mélancolie, une virilité qui s'associe aux divers talents de Mme Sarah Bernhardt. »

— L'Orchestre, 1874.
Il apparaît ensuite comme nom de couleur dans des articles portant sur la mode, sans description qui précise la nuance.
L'Université du Texas à Austin a déposé la couleur « burnt orange » (orange brûlé) et s'en réserve l'usage (parmi les institutions d'enseignement américaines ou les entreprises du Texas).
Dans les tissus et la décoration, ainsi que dans la peinture automobile, la teinte, variable selon les usages, est une nuance de l'orange.

### Nuanciers
En 1905 le Répertoire des couleurs de la société des chrysanthèmistes donne orange brûlé pour un synonyme de orangé de mars, distinguant quatre tons différents.
Dans les arts graphiques, orange brûlée désigne une couleur en général plus rouge et plus sombre.
| Nuance                    | Medium                             | pigment                   |
| Sennelier 642             | acrylique                          | quinacridone PR206, PR176 |
| Liquitex 108              | acrylique                          | quinacridone PR206        |
| Daniel Smith Burnt Orange | aquarelle                          | Quinacridone              |
| Promarker 148             | marqueur alcool Letraset Promarker | non spécifié              |

### Brûlé
Dans les arts graphiques et la peinture, il est courant qu'un traitement thermique change le caractère d'un pigment. C'est le cas, très classique, pour les terres comme la terre de Sienne, qui, brûlée, devient rougeâtre.

« C'est par la calcination du jaune de mars à des températures différentes, et dans des conditions particulières, tenues secrètes par les marchands de couleur, que l'on obtient le violet, le rouge, le brun et l’orangé de fer ou de mars. »

— Jules Lefort, Chimie des couleurs, 1855.
C'est le cas aussi du minium de plomb et du chromate de plomb, un pigment historique qui a donné des jaunes, des orangés et des rouges, selon la méthode de préparation. Ces pigments sont toxiques, et le chromate de plomb résiste mal à la lumière. Ces pigments minéraux ont été dans tous les cas remplacés par des pigments organiques, mais il se peut que le nom du produit d'origine se soit maintenu, associé désormais à la couleur, comme il est arrivé à plusieurs reprises dans l'histoire des couleurs.
Cette origine amène le masculin ; et en effet en 1897 le Moniteur des soies compte « orange brûlé » parmi les nuances à la mode aux États-Unis ; la Revue mycologique constate qu'un Coprinus micaceus cultivé a un mycélium d'« une belle couleur d'ambre ou d'orange brûlé ».

## Teintures et pigments
Dans le Colour Index :
- PO38 : orange de naphtol, nom commercial Azo Burnt Orange, d'un orange vif de jaunâtre à rougeâtre
- PO48 : orange doré de quinacridone, nom commercial Quinacridone Burnt Orange[13], un orange profond doré-rougeâtre.